# Băduleasa
Băduleasa – wieś w Rumunii, w okręgu Teleorman, w gminie Putineiu. W 2011 roku liczyła 838 mieszkańców.